# استیون رادی
استیون رادی (به انگلیسی: Stephen Ruddy) (زادهٔ ۷ مهٔ ۱۹۰۱) شناگر اهل ایالات متحده آمریکا است.